# Campionato francese di rugby a 15 1920-1921
Il Campionato francese di rugby a 15 1920-1921 fu vinto dall'US Perpignan che superò lo Stade toulousain in finale.
Il campionato, sino ad allora organizzato dall'USFSA (Union des sociétés françaises de sports athlétiques), fu per la prima volta organizzato dalla Fédération Française de Rugby
Il campionato fu aperto alle migliori squadre regionali e dopo un girone preliminare si disputarono semifinali e finali

## Primo turno
CA Périgueux – Aviron bayonnais 0 a 5
SA Bordeaux superò Le Havre AC
RC Toulon – US Perpignan 5 a 21
Stade Saint-Gaudinois – SU Agen 12 a 0
CA Brive – Stade toulousain 0 a 9
US Cognac – Stadoceste tarbais 0 a 20
Olympique di Parigi – SU Lorrain (Nancy) 21 a 3
AS Béziers – FC Grenoble  6 a 3
Stade bordelais superò Stade Nantais
Racing CF  – FC Lyon 22 a 0
US Dax – SA Rochefort 32 a 0
AS Bayonne  – Stade Poitevin 8 a 0

## Secondo turno
Stadoceste tarbais superò SA Bordeaux
Racing CF - Stade Saint-Gaudinois 6 a 0
US Perpignan superò Olympique
Stade toulousain superò AS Bayonne
Aviron bayonnais- AS Béziers 6 a 0 (dopo un pareggio 0 a 0)
Stade bordelais - US Dax 4 a 0

## Gruppi di semifinale
Le vincenti dei turni precedenti furono divise in due gruppi di 3 che terminarono le gare il 3 aprile 1921.

### Gruppo A
- Stade tolousain - Stadoceste tarbais 9 a 3
- Stade tolousiam - Aviron bayonnais 18 a 5
- Stadoceste tarbais - Aviron bayonnais 6 a 3.

Classifica: Stade tolousain 4, Stadoceste 2, Aviron 0

### Gruppo B
- Racing CF- US Perpignan 3-5
- US Perpignan - Stade bordelais 15 a 0
- Stade bordelais – Racing CF 0-3

Classifica:  Perpignan 4, Racing 2, Stade bordealis 0

## Finale
| Arbitro: | Robert Dussaut |

| |            | |
| mete: Duron trasf.: Marmayou | Marcatori  | |
| Etienne Cayrol, Raoul Got, Louis Dutrey, René Salinié, Roger Ramis, Joseph Pascot, Joseph Barante, Noël Sicart, Marcel Henric, Fernand Duron, Joseph Marmayou, Fernand Vaquer, Joseph Martorel, Roger Mauran, Louis Argelès | Formazioni | E.Carrouy, Jean Bacquey, Léon Nougal, Alex Bioussa, Joseph Dournac, Henri Galau, Philippe Struxiano, Jean Larrieu, Francis Soubé, J.Berjeaut, Louis Puech, Marcel-Frédéric Lubin-Lebrère, Pierre Pons, Jean Bayard, Alfred Prévost |

## Altre competizioni
In seconda divisione lo Stade Hendayais fu campione di Francia battendo il Lancey Sports (Villard-Bonnot) a Narbonne per 6 a 0
In 3ª divisione, i White Devils di Perpignan superarono il Gallia Club de Toulouse 17 a 0
In 4ª divisione, l'Union Sportive Montrejeau superò il Réveil Basco-béarnais 8 a 3
Nel torneo per le squadre riserve, l'US Perpignan superò il Racing CF 21 a 0, a Perpignan il 3 aprile 1921.